# Cogeas Mettler Pro Cycling Team/Saison 2018
Dieser Artikel beschreibt die Mannschaft und die Siege des Radsportteams Cogeas Mettler Pro Cycling Team in der Saison 2018.

## Mannschaft
| Teamkader 2018                                        | Teamkader 2018  | Teamkader 2018 | Teamkader 2018         |
| Name                                                  | Geburtsdatum    | Land           | Vorheriges Team        |
| ----------------------------------------------------- | --------------- | -------------- | ---------------------- |
| Ekaterina Anoshina                                    | 26. April 1991  | Russland       | BePink Cogeas (2017)   |
| Jewgenija Sergejewna Romanjuta                        | 22. Januar 1988 | Russland       | RusVelo (2013)         |
| Elise Chabbey                                         | 24. April 1993  | Schweiz        |                        |
| Antri Christoforou                                    | 2. April 1992   | Zypern         | Servetto Giusta (2017) |
| Karina Kasenova                                       | 5. Juni 1998    | Russland       |                        |
| Marija Nowolodskaja                                   | 28. Juli 1999   | Russland       |                        |
| Ksenija Tuhaj                                         | 1. Juli 1995    | Belarus        | BePink Cogeas (2017)   |
| Olga Sabelinskaja                                     | 10. Mai 1980    | Russland       | BePink Cogeas (2017)   |
| Jelisaweta Wassiljewna Oschurkowa (13. Apr.–31. Dez.) | 19. Juni 1991   | Russland       | Servetto Footon (2014) |
| Gulnaz Khatuntseva (13. Apr.–1. Jun.)                 | 21. April 1994  | Russland       |                        |
|                                                       |                 |                |                        |
| Quelle: ProCyclingStats                               |                 |                |                        |

## Siege
| Siege    | Siege                                                  | Siege      | Siege  | Siege              | Siege |
| Datum    | Rennen                                                 | Staat      | Klasse | Siegerin           |       |
| -------- | ------------------------------------------------------ | ---------- | ------ | ------------------ | ----- |
| 2. Feb.  | Grand Prix Velo Alanya WE, 1. Etappe                   | Türkei     | 2.2    | Olga Sabelinskaja  |       |
| 3. Feb.  | Grand Prix Velo Alanya WE, 2. Etappe                   | Türkei     | 2.2    | Olga Sabelinskaja  |       |
| 4. Feb.  | Grand Prix Velo Alanya WE, Gesamtwertung               | Türkei     | 2.2    | Olga Sabelinskaja  |       |
| 10. Apr. | Women's Tour of Thailand, Gesamtwertung                | Thailand   | 2.1    | Olga Sabelinskaja  |       |
| 28. Apr. | Gracia Orlová, 3. Etappe                               | Tschechien | 2.2    | Olga Sabelinskaja  |       |
| 9. Mai   | Zyprische Meisterschaften, Einzelzeitfahren der Frauen | Zypern     | CN     | Antri Christoforou |       |
| 3. Jun.  | VR Women ITT                                           | Ukraine    | 1.2    | Antri Christoforou |       |
| 8. Jun.  | Nagrada Ljubljane TT                                   | Slowenien  | 1.2    | Olga Sabelinskaja  |       |
| 29. Jun. | Russische Meisterschaften, Einzelzeitfahren der Frauen | Russland   | CN     | Olga Sabelinskaja  |       |
| 14. Okt. | Chrono des Nations                                     | Frankreich | 1.1    | Olga Sabelinskaja  |       |